# Dune: The Butlerian Jihad
Dune: Il Jihad Butleriano è un romanzo di fantascienza di Brian Herbert e Kevin J. Anderson del 2002, il primo della trilogia Legends of Dune. Fu pubblicato in un unico volume in lingua inglese ed è rimasto inedito in italiano fino al 2023 quando è stato pubblicato da Mondadori in Italia nell'omonima raccolta.
Ambientato nell'immaginario universo di Dune creato da Frank Herbert, è il primo libro della trilogia prequel Legends of Dune, che si svolge 10.000 anni prima degli eventi di Frank Herbert narrati nel romanzo Dune del 1965. La serie racconta il Jihad Butleriano, una crociata intrapresa dagli ultimi umani liberi nell'universo contro le macchine pensanti, una forza violenta e dominante guidata dal computer senziente Omnius.
Dune: Il Jihad Butleriano introduce una generazione di personaggi le cui famiglie diventeranno poi le più importanti dell'universo: gli Atreides, i Corrino e gli Harkonnen.

## Trama
Serena Butler, figlia del viceré della “League of Nobles”, è una voce della ribellione umana. Il suo amante Xavier Harkonnen comanda la forza militare del mondo capitale attuale della Lega, Salusa Secundus. All'inizio della storia, Xavier sta respingendo un attacco sul pianeta da parte dell'esercito di Omnius, composto da cymeks. I cymeks sono ex esseri umani i cui cervelli sono stati impiantati in serbatoi di conservazione, che a loro volta possono essere installati in una varietà di temibili corpi meccanici, per estendere le loro vite a tempo indeterminato e renderli quasi inarrestabili. Gli originali venti cymeks (che si fanno chiamare i Titani) avevano conquistato l'universo sfruttando la dipendenza dell'umanità dalle macchine, ma poi erano stati rovesciati da Omnius. Cercando di sostituire il caos umano con l'ordine delle macchine, Omnius ha così dato il via alla guerra tra le macchine e l'umanità. Vorian Atreides è, ironia della sorte, il figlio e subordinato del principale Titano cymek Agamennone (il cui cognome, Atreides, nasce con la Casa Atreus, dall'antico poema epico greco dell'Iliade).
Nel frattempo, le streghe di Rossak, un ordine matriarcale, stanno perfezionando i loro poteri psichici distruttivi per usarli contro le macchine, e il mantenimento di un programma di allevamento per creare telepati più potenti. Il magnate farmaceutico Venport Aurelius sta per scoprire una nuova sostanza interessante, il mélange di spezia, e il famoso inventore Tio Holtzman accetta il genio Norma Cenva alle sue dipendenze.
Serena è catturata dal Titano Barbarossa e posta sotto la sorveglianza di Erasmus, un robot indipendente che cerca di comprendere completamente gli esseri umani in modo che le macchine pensanti possano diventare veramente superiori. I suoi metodi di studio comportano spesso la vivisezione umana e la tortura nei suoi recinti degli schiavi. Erasmus prende in simpatia Serena, così come il giovane Vorian Atreides. Serena si rende conto che è incinta del bambino di Xavier, e dà poi alla luce un bambino che lei chiama Manion (come suo padre). Erasmus trova sconveniente questa distrazione, e non solo rimuove l'utero a Serena, ma uccide suo figlio di fronte a lei.
Questo unico evento provoca il Jihad Butleriano, e il giovane Manion è subito etichettato come il primo martire, Manion l'Innocente. Vorian, quando viene a conoscenza dell'omicidio e realizza la bugia che vive come compagno fidato delle macchine, tradisce i suoi maestri della macchine e fugge con Serena. Essi sono raggiunti poi da un altro ex fidato delle macchine, Iblis Ginjo, leader schiavo che architetta la ribellione sulla Terra Sincronizzata.
La prima vittoria umana del cosiddetto Jihad Butleriano è la distruzione della Terra e di Omnius della Terra, usando armi atomiche. Iblis (ora Gran Patriarca del Santo Jihad) e Serena (Sacerdotessa del Jihad) sono i leader religiosi della ribellione umana, e Xavier e Vorian suoi due generali. I brutali Titani sono disperati tanto da liberarsi dai loro padroni-macchine e condurre la propria tecno-misantropo-guerra, mentre Omnius ed Erasmus sono determinati a conquistare e distruggere l'umanità una volta per tutte.
E su un pianeta deserto solitario conosciuto come Arrakis, i semi della leggenda vengono seminati da Selim Wormrider, un emarginato dalla sua tribù, che vede il futuro di Shai-Hulud e ne fa la sua missione per salvare il suo Dio da coloro che vorrebbero prendere la spezia.

## Edizioni
- Brian Herbert e Kevin J. Anderson, Dune: The Butlerian Jihad, Tor Books, 2002,  pp. 624, ISBN 0-7653-0157-1.